# Thoropa megatympanum
Espèce
Statut de conservation UICN

 LC  : Préoccupation mineure
Thoropa megatympanum est une espèce d'amphibiens de la famille des Cycloramphidae.

## Répartition et habitat
Cette espèce est endémique de l'État du Minas Gerais au Brésil. Elle se rencontre dans la Serra do Cipó et la Serra do Espinhaço.
Elle vit dans les endroits ouverts, sur les rochers près des cours d'eau et cascades. 

## Description

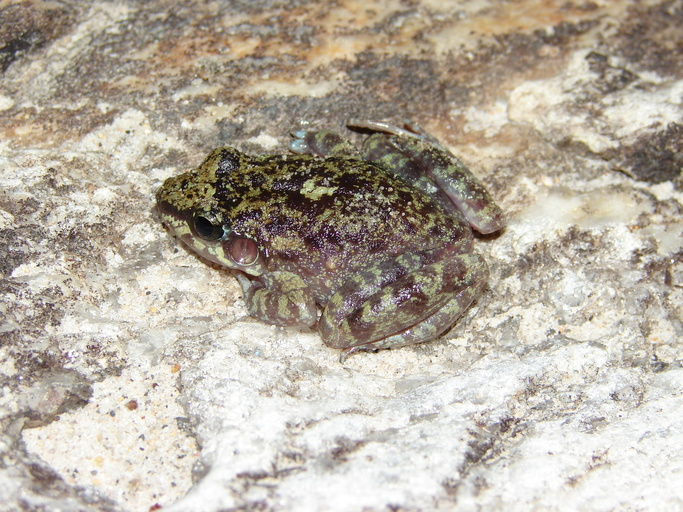
Thoropa megatympanum

Les mâles mesurent de 38 à 48 mm et les femelles de 38 à 44 mm.

## Publication originale
- Caramaschi & Sazima, 1984 : Uma nova espécie de Thoropa da Serra do Cipó, Minas Gerais, Brasil (Amphibia, Leptodactylidae). Revista Brasileira de Zoologia, vol. 2, no 3, p. 139-146 (texte intégral).